# Бункер (фільм, 2022)
Бункер (англ. Bunker) — американський фільм жахів 2022 року, знятий режисером Едріаном Ленглі. Прем'єра фільму відбулася 8 жовтня 2022 року на міжнародному фестивалі у Буффало.

## Сюжет
Дія відбувається під час Першої світової війни. Невеликий загін британських солдатів потрапляє через забарикадовані двері до німецького підземного бункера, в якому був знеможений солдат-дезертир. Перебуваючи в тунелях підземелля, військові стикаються з жахаючими та незрозумілими явищами, і поступово починають втрачати розум.

## В ролях
- Едді Рамос - рядовий Сегура
- Патрік Молтан - лейтенант Тернер
- Джуліан Федер - рядовий Бейкер
- Люк Бейнс - Курт
- Куїн Моран - рядовий Льюїс
- Адріано Гатто - капрал Ленс Уокер
- Майкл Мім - рядовий Грей
- Шон Каллен - капітан Холл
- Роджер Кларк - капрал Міллер
- Сем Хантсман - німецький солдат

## Нагороди
- В 2022 ррці фільм став переможцем на міжнародному кінофестивалі в Буффало.